# Lepturus xerophilus
Lepturus xerophilus är en gräsart som beskrevs av Karel Domin. Lepturus xerophilus ingår i släktet Lepturus och familjen gräs. Inga underarter finns listade i Catalogue of Life.